# コンパイルクラブ
『コンパイルクラブ』は、1986年から2002年まで、日本のコンピュータゲームメーカーであるコンパイルが発行していた月発行の有料会報誌。2003年にはアイキが発行する『COMクラブ（コムクラブ）』に引き継がれた。略称は、『コンパイルクラブ』→『COMクラブ』共に『コンクラ』。
本項では、引き継ぎ後の『COMクラブ』および、『コンパイルクラブ』以前よりコンパイルが発行していた定期刊行物についてもあわせて記述する。

## コンパイルクラブ
『コンパイルクラブ』は、コンパイルが自社の製品の宣伝のために発行していたA5判の会報誌であるが、読者の投稿スペースやコンパイル社員の紹介などに多くの紙面が割かれ、ユーザーと社員の交流の場としての意味合いもあった。流通経路は会員購読のほか、ゲームショップにおける無料配布もあった。
『コンパイルクラブ』には「地上版」と「地下版」（#姉妹誌などを参照）と呼ばれるものが存在し、「地上版」はゲームショップでも入手することが出来たが、「地下版」は『コンパイルクラブ』会員のみに配布され、内容も投稿雑誌的な意味合いの強いものであった。

### 『コンパイルクラブ』以前の定期刊行物
『コンパイルクラブ』創刊以前には『コンパイルニュース』というB4両面印刷の月刊のチラシが発行されていた。創刊は1986年7月以前であるとしか判っていない。このチラシはコンパイルのMSX用ソフトに同梱されていたが、基本的に一部のゲームショップでの配布がメインであった。紙面はスポーツ新聞のような構成であり、後に「地下版」へと受け継がれている。『コンパイルニュース』は少なくとも1988年1月（17号）まで発行が続けられた。

### 歴史
1986年11月に奇数月発行の隔月刊誌として創刊、第1号はB6判のコピー誌で、特集はMSX用ソフト『ガーディック』の攻略情報であった。第2号からはその後の標準となるA5判の紙面となった。第3号発行の時点では14人しかいなかった『コンパイルクラブ』会員であったが、1988年7月の第11号発行時点で100人を突破、1989年1月の第14号発行時点では500人を突破した。
その間、1988年3月には姉妹誌として「地下版」が創刊、本誌は「地上版」と呼ばれるようになった。第16号ではオフセット印刷となった。1990年1月の第21号では、コンパイルの代表作の1つである『魔導物語』が初めて表紙を飾り、会員数も1000人を突破した。
1993年1月の第38号からは、『ぷよぷよ』のヒットを受けて広報スタッフが増員され、これまでの開発スタッフによる編集から広報スタッフによる編集へと切り替わった。この際に表紙以外の紙面がモノクロから単色カラー印刷となる。1995年1月には、50号を記念して表紙のカラー化が行われ、これ以降、カラーページが増えていくことになる。
1996年12月の第61号で月刊誌となったものの、1998年にコンパイルが和議申請を行い（事実上の倒産）、同年5月25日発行の第78号をもって地下版と統合する形で再び隔月刊誌となった。この地上地下合体号から先は、表表紙と裏表紙を一枚の見開きとしたイラストに変更され、紙面も薄くなる。また、先述の倒産を機に、それまで全国のゲームショップ・ゲームセンターで行われていた無料配布が終了し、定期購読者への郵送と元祖ぷよまん本舗各店での販売に絞られた。
2001年3月の94号から天井板が付属するも、2002年11月の第104号をもって発行は終了した。その後は、アイキが発行する『COMクラブ』に天井板ともども引き継がれた。

### 姉妹誌など
号外
コンパイル新社屋への移転記念号。通常の『コンパイルクラブ』よりかなり大きめでフルカラーの新聞と云った様相を呈している。ぷよぷよフェスティバルの報告、全機種制覇&宇宙征服宣言、全ぷよ協設立のお知らせなど。
地下版
地下版は、1988年3月に「地下1階号」としてB4コピー四つ折りの形式で、地上版同様隔月刊誌として創刊した。創刊号では「マル秘資料公開」「内幕暴露」「コンクラ製作過程公開」「会員参加企画」「新作情報」という5つのコンセプトが示されていた。
この「地下-階号」は1990年5月の14階号まで続くが、次の号では号数がリセットされ、新1（階）号として再開している。しかし、この「2代目」も1992年11月の新15階号で再び号数がリセットされ、1993年1月に再び1号からカウントが始まっている。また、この号からオフセット1色カラー印刷となった。第2号からは「（地上版の号数）と一緒号」という表記がなされるようになった。1996年12月の第24号で地上版にあわせて月刊化され、1998年4月の第40号をもって地上版と統合されるまで続いた。
地下版SS号WithSSぷよSUN
セガサターン用ゲームソフト『ぷよぷよSUN』に同梱されていた。豪華賞品の当たるアンケートと『コンパイルクラブ』地下版の宣伝。地下版を社用同人誌と公言している。
天井板
天井板は、『コンパイルクラブ』94号から付録として付いてきた、二つ折が一枚の形式の単色カラー刷りペーパーである。Vol.－6号から始まるという珍しい形式（地上版の号数から100を引くと天井板の号数となる）で、Vol.4まで0号を含めた11冊が『コンパイルクラブ』天井板と記載され、Vol.5号からVol.8の最終号までは『COMクラブ』天井板と記載された。マニアックなイラスト投稿コーナーがメインで、地下版の芸風を引き継いでいると言える。
天井板特別号
上記の天井板とは別に、以下の特殊な条件を満たすことで入手が可能となった号。
1. 『コンパイルクラブ』102～103号の時点で定期購読会員になっていること。
2. 元祖ぷよまん本舗「楽天市場店」「BIGLOBE店」「LYCOS店」「e*tempo店」のいずれかで買い物すること。
3. 1回の買い物の合計金額が5,000円以上であること。
4. 「ぷよまんサイコー!」と通信欄に記入すること。

上記の条件を2002年8月31日までに満たすことで、『MD版魔導物語1』・『システム手帳ぷよぷよらんど』とセットでプレゼントされた。
天井版の半分になったサイズの両面刷りペーパーで単色カラーでなくモノクロ。内容は常連投稿者さん特集となっている。
その他
『魔導コミケ（仮）カタログ』に、地下版のコーナーである「なうすた」の出張版が載っていた。
AJPA会報
全日本ぷよ協会の会報であるが、後に『コンパイルクラブ』内のコーナーとして統合される。『コンクラ』86号に「お月見AJPA一丁あがり!」が掲載された時点でVol.24（別誌からの通算）であったが、初出は『コンクラ』85号の「冷やしAJPA一丁あがり!」になる（こちらは通しナンバーなし）。

## COMクラブ
2003年5月新創刊という形で復刊。号数表示（バックナンバー）としては誌齢を引き継いでおり（新創刊号のナンバーは105号）、内容を変えていないので、事実上誌名変更しただけである（表紙にも「ついに復活! 新創刊!!」という見出しが見られる）。購読料は年6回、隔月発行で2000円としていた。
内容は『ポチッとにゃ〜』などの自社ゲームの紹介のほか、読者投稿によるイラストコーナーやゲームコーナー、同人誌やイベントの紹介など。かつての『コンパイルクラブ地下版』を彷彿とさせる『天井板』が添付された。
当初COMクラブでは版権がセガにある『ぷよぷよ』シリーズに一度でも登場した魔導物語のキャラクターが一切使用できなかった。そのため、コンパイルクラブ時のぷよぷよキャラクター関連の投稿の掲載や、シリーズ連載が消失し、それ以外の自社ゲーム（『ポチッとにゃ〜』やコンパイルから譲渡されたゲーム）やオリジナルキャラクターに限った掲載だったが、その後『MSXマガジン永久保存版2』で『魔導物語1-2-3』が収録されたことにより、108号でのみ『魔導物語1-2-3』に登場したキャラクターが解禁された。

### 2004年以降の発行延期
2003年11月25日発行の108号発行後、2003年12月25日付の公式サイト更新で、諸事情（後に「編集スタッフの都合」という理由へ変更）により2004年1月25日発行予定の109号の延期が発表されたが前払い済みであった購読料の扱いについて説明はなかった。かつ休刊告知はアイキのインターネットサイトとメールマガジンでされたが、購読者へ手紙などでの直接連絡が行われることはなく、インターネット環境のない購読者など、全ての購読者が休止告知を確認することはできないなどの不備もあった。
109号の延期発表後も、アイキはしばらくの間公式サイトを通じ「COMクラブは発行再開に向けて準備中」として、新規購読者（＝購読料振込み）を募るなどしていたが、その一方で購読者からの返金や契約の解除に対する申し出や問い合わせには一切応じず、具体的な動きのないまま、2005年にアイキは所有する多くの商標をD4エンタープライズへ譲渡し、2007年にはアイキの公式サイトが閉鎖された。
本件（『COMクラブ』購読のために前払いで支払った購読料金の返金）に関する責任の所在が今でもアイキにあるのか、アイキの営業権を引き継いだD4エンタープライズに移譲されているのかは、両社とも明らかにしていない。

## コンパイルクラブ特別号
2012年3月17日に新宿ネイキッドロフトにて『魔導同窓会!コンパイルナイト!!』（18:00開場～22:30閉幕）というイベントが開かれた。この際、B4二つ折り×4枚の『コンパイルクラブ』（題字は「COMPILE CLUB 2012」）が特別号として発行され、イベント来場者に配布された。
2012年3月18日の同所で開催された『裏コンパイルナイト～地下版～』～コンパイルナイト第二部～“朝までコンパイルwww“（00:00開場～06:30閉幕）では、元コンパイル社員のコメントやイラストなどが掲載された『裏コンパイルナイト地下版・特別号』なるA3二つ折りのモノクロペーパーが配布された。こちらのペーパーのデータは2012年4月1日から4月7日まで期間限定でWEB上にてダウンロードできるようになっていた。
2012年9月22日に行われた『コンパイルナイトin広島』では読者投稿ありのコンパイルクラブが製作された。東京でのイベントに参加できなかったファンへの配慮として上記の『COMPILE CLUB 2012』と『裏コンパイルナイト地下版・特別号』すらも再録した号となっている（題字は「COMPILE CLUB 2012in広島」）。なお、読者投稿として参加した人にはコンパイルナイトin広島の不参加者であろうとも手元まで郵送で送られるという試みがなされた。

## 関連文献
- 『コンプリート・コンパイル』ゲークラ編集部編、ビー・エヌ・エヌ、1998年。 ISBN 4893696459